# Partido Socialista Italiano (2007)

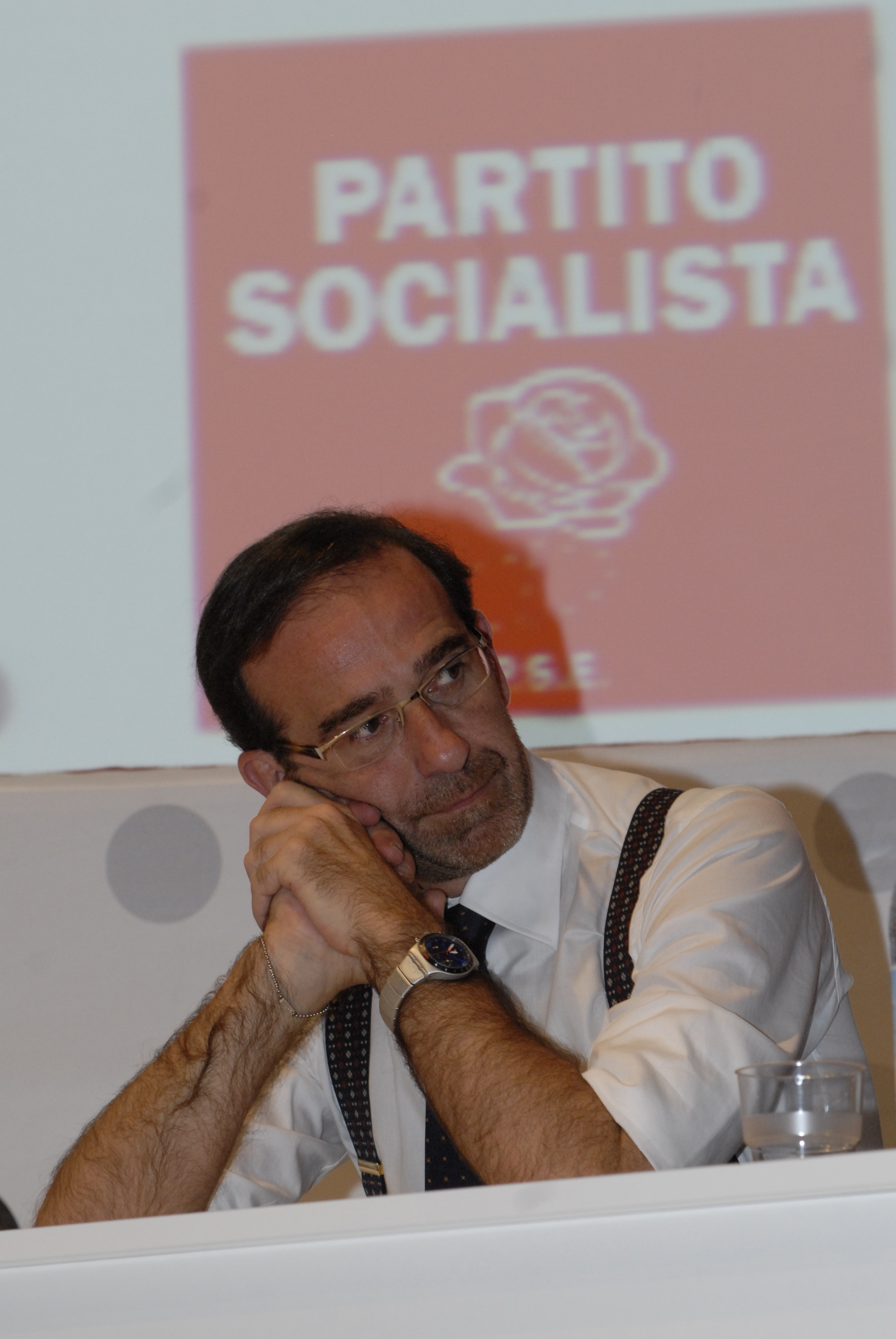
Riccardo Nencini, secretario general del partido.

El Partido Socialista Italiano (Partito Socialista Italiano) (PSI) es un partido político italiano fundado en el período 2007 por la fusión de varios pequeños partidos y grupos socialdemócratas: Socialistas Demócratas Italianos, Democracia y Socialismo, Los Socialistas Italianos, el Nuevo PSI, la Asociación por la Rosa en el Puño y Socialismo es Libertad. desde julio de 2008 su líder es Riccardo Nencini.

## Historia
La iniciativa de reunir a todos los partidos provenientes del antiguo Partido Socialista Italiano, desmantelado en 1994 tras el escándalo del Manos Limpias, fue propuesta por Enrico Boselli durante el congreso de Socialistas Demócratas Italianos (SDI) en abril de 2007. En dicho congreso el SDI decidió no unirse al Partido Democrático (PD) y llamó a una "Asamblea Constituyente Socialista" destinado a unir a todos los socialistas del momento con el objetivo de crear un nuevo partido italiano inspirado en la socialdemocracia, y basado en la tradición del antiguo Partido Socialista Italiano.
Algunos partidos y asociaciones acudieron desde el comienzo al llamamiento de Boselli, principalmente Los Socialistas Italianos de Bobo Craxi, la Asociación por la Rosa en el Puño de Lanfranco Turci y Socialismo es Libertad de Rino Formica. En junio de 2007 el Nuevo PSI (NPSI) se dividió en dos grupos: el primero, dirigido por Stefano Caldoro, optó por permanecer dentro de la Casa de las Libertades, y el segundo, dirigido por Gianni De Michelis, se unió a la convergencia socialista. En octubre de 2007 se incorporó Democracia y el Socialismo, una escisión de Demócratas de Izquierdas (DS) liderada por Gavino Angius.
Sin embargo en las elecciones generales de 2008 el PS se presentó en solitario Boselli como candidato, obteniendo menos del 1% de los votos y ningún diputado. En el I congreso del partido en julio de 2008 Riccardo Nencini fue elegido secretario, en sustitución de Boselli. En septiembre Nencini, propuso un nuevo "eje reformista" que comprendiera al Partido Democrático (PD), a la Unión de los Demócratas Cristianos y de Centro (UDC) y al PS, emplazando al PD a elegir entre el reformismo del PS y el populismo de Italia de los Valores (IdV). En octubre de 2008 Gavino Angius y su grupo abandonaron el PS para unirse al PD, proponiendo que todo el partido los siguiera; asimismo Gianni De Michelis también dejó el partido poco después.
Para las elecciones al Parlamento Europeo de 2009 el PS formaron una coalición electoral denominada Izquierda y Libertad junto con el Movimiento por la Izquierda, la Federación de los Verdes, Izquierda Democrática y Unir la Izquierda. La lista recibió apenas el 3,1% de los votos y ningún eurodiputado. A pesar de esto, el consejo nacional del PS optó por continuar la experiencia de SL con el fin de construir una fuerza política "secular, liberal y de izquierdas" que se uniera al Partido Socialista Europeo, lo que llevó a la salida de Bobo Craxi y Los Socialistas Italianos, en desacuerdo con esta decisión, poniendo en marcha Socialistas Unidos en octubre, aunque más tarde Craxi volvería al partido. Sin embargo, un mes más tarde, también el PS abandonó repentinamente SL al negarse a integrarse totalmente en ésta y abandonar su autonomía como organización. En octubre de ese mismo año el PS pasó de denominar Partido Socialista Italiano (PSI), como su antiguo predecesor.
En las elecciones regionales de 2010 el PSI obtuvo un total de 15 consejeros regionales. El partido tuvo sus mejores resultados en Apulia (9,7% en coalición con SEL y 4 de los 11 consejeros electos), Basilicata (4,6% y 1 consejero), Umbria (4,2% y 2 consejeros), Campania (3,5% con SEL y 2 de 2 consejeros) y Calabria (3,7%, apenas 0,3% por debajo del umbral electoral). En julio, en su II congreso, Nencini fue reelegido secretario, pero el partido se dividió entre tres líneas políticas: la mayoría, de Nencini, que apoya una alianza "reformista" con el DP, UDC y SEL (excluyendo a IdV y al PRC), un sector "autonomista" encabezada por Craxi y un sector "frentista" a favor de una mayor cooperación con SEL. En diciembre de 2010 Enrico Boselli, durante largo tiempo líder de SDI y fundador del PS/PSI, que había abandonado la política activa después de su derrota de 2008, se unió a la Alianza por Italia (ApI).
En noviembre de 2011 Carlo Vizzini, un senador de El Pueblo de la Libertad (PdL) y exsecretario del Partido Socialista Democrático Italiano (PSDI) se unió al partido, dándole representación parlamentaria después de más de tres años. Al salir de la PdL, Vizzini declaró: "Tengo la impresión de que el PdL se convertirá en la sección italiana del Partido Popular Europeo. Yo vengo de otra tradición: he sido secretario del PSDI y yo fui uno de los fundadores de el Partido de los Socialistas Europeos. Cuando me uní a Forza Italia había liberales, socialistas, radicales. Ahora todo ha cambiado". 
El PSI no tuvo malos resultados en las elecciones municipales de 2012. En Carrara el alcalde socialista Angelo Zubbani fue reelegido, obteniendo el partido el 14,4% de los votos. El PSI también ganó un 15,1% en Todi, el 8,9% en Narni, el 7,2% en Civitanova Marche, el 9,5% en Frosinone, el 11,8% en Paola y el 9,4% en Trapani. De cara a las elecciones generales de Italia de 2013 se presentó dentro de Italia. Bien Común junto al PD, SEL y CD.